# Liste der Biografien/Kleit
Liste der Biografien |
Portal Biografien |
Personensuche
# |
A |
B |
C |
D |
E |
F |
G |
H |
I |
J |
K |
L |
M |
N |
O |
P |
Q |
R |
S |
T |
U |
V |
W |
X |
Y |
Z |
?
 
Ka |
Kb |
Kc |
Kd |
Ke |
Kf |
Kg |
Kh |
Ki |
Kj |
Kl |
Km |
Kn |
Ko |
Kp |
Kr |
Ks |
Kt |
Ku |
Kv |
Kw |
Ky |
Kx |
Kz
 
Kla |
Kld |
Kle |
Kli |
Klj |
Klo |
Klu |
Kly
 
Klea |
Kleb |
Klec |
Kled |
Klee |
Klef |
Kleg |
Kleh |
Klei |
Klej |
Klek |
Klem |
Klen |
Kleo |
Klep |
Kler |
Kles |
Klet |
Kleu |
Klev |
Klew |
Kley |
Klez
 
Kleib |
Kleic |
Kleid |
Kleie |
Kleif |
Kleih |
Kleij |
Kleik |
Kleim |
Klein |
Kleis |
Kleit |
Kleiv |
Kleiw |
Kleiz
Die Liste der Biografien führt alle Personen auf, die in der deutschsprachigen Wikipedia einen Artikel haben. Dieses ist eine Teilliste mit 14 Einträgen von Personen, deren Namen mit den Buchstaben „Kleit“ beginnt.

## Kleit

### Kleita
- Kleitarchos, antiker griechischer Historiker
- Kleitarchos, Tyrann von Eretria

### Kleite
- Kleiter, Julia (* 1980), deutsche Opern- und Konzertsängerin (Sopran)Julia Kleiter (* 1980)

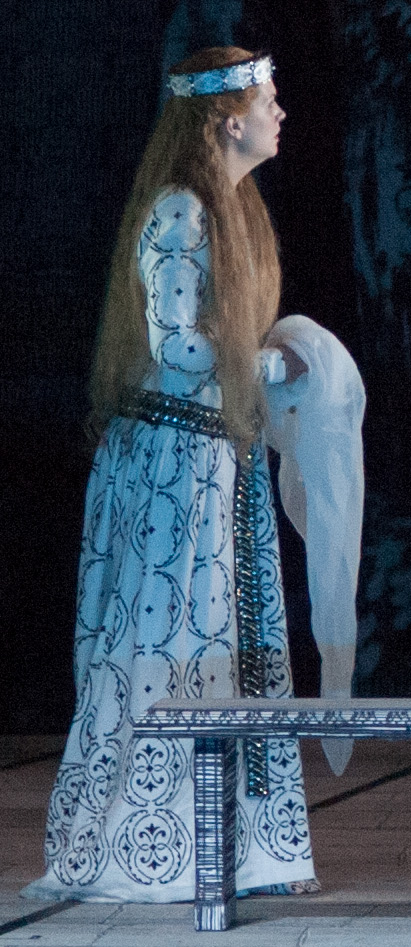
Julia Kleiter (* 1980)

- Kleiter, Klaus (* 1944), deutscher Hockeytrainer

### Kleitm
- Kleitman, Daniel (* 1934), US-amerikanischer Mathematiker
- Kleitman, Nathaniel (1895–1999), US-amerikanischer Schlafforscher

### Kleitn
- Kleitner, Leonhard (1851–1914), deutscher Lehrer und Abgeordneter

### Kleito
- Kleitomachos, antiker Philosoph im Zeitalter des Hellenismus
- Kleiton, Bildhauer der griechischen Antike
- Kleitophon, athenischer Politiker
- Kleitos der Schwarze († 328 v. Chr.), makedonischer Offizier
- Kleitos der Weiße, makedonischer Admiral
- Kleitos, Nikolaos (1929–2024), griechischer Politiker

### Kleits
- Kleitsch, Joseph (1882–1931), amerikanischer Maler